# Kvartisk reciprocitet
Inom matematiken är kvartisk eller bikvadratisk reciprocitet en samling satser om lösbarheten av kongruensen x4 ≡ p (mod q). Ordet "reciprocitet" kommer från det att dessa satser relaterar lösbarheten av kongruensen x4 ≡ p (mod q) till lösbarheten av kongruensen x4 ≡ q (mod p).